# André-Joseph Mécou
André-Joseph Mécou né en 1770 à Grenoble et mort le 10 avril 1837 à Paris est un graveur et lithographe français.

## Biographie
André-Joseph Mécou naît en 1770 à Grenoble. Il est élève de François Godefroy et de Barthélémy Roger. Il aurait aussi été élève de Jacques-André Treillard. 
Il réside à Paris avec son épouse, Marie Victoire Claude Daubœuf, au no 8 de la rue du paon.
Il meurt à Paris en 1837, âgé de 66 ans.

## Œuvres
Mécou est connu pour avoir gravé de nombreux portraits de la famille Napoléon, de la famille impériale de Russie et d'autres personnalités, basées sur les peintures de Jean-Baptiste Isabey et de Sicardi. Il grave une série de Vénus de l'école de David. Ses œuvres n'étaient pas d'une qualité supérieure.
Liste non-exhaustive de ses œuvres :
- Esculape, d'après Jules Antoine Vauthier, XIXe siècle, gravure, Wellcome Collection[5] ;
- Nicolas Baudin, d'après Joseph Jauffret, vers 1804, Bibliothèque nationale de France[6].

Gravures d'André-Joseph Mécou
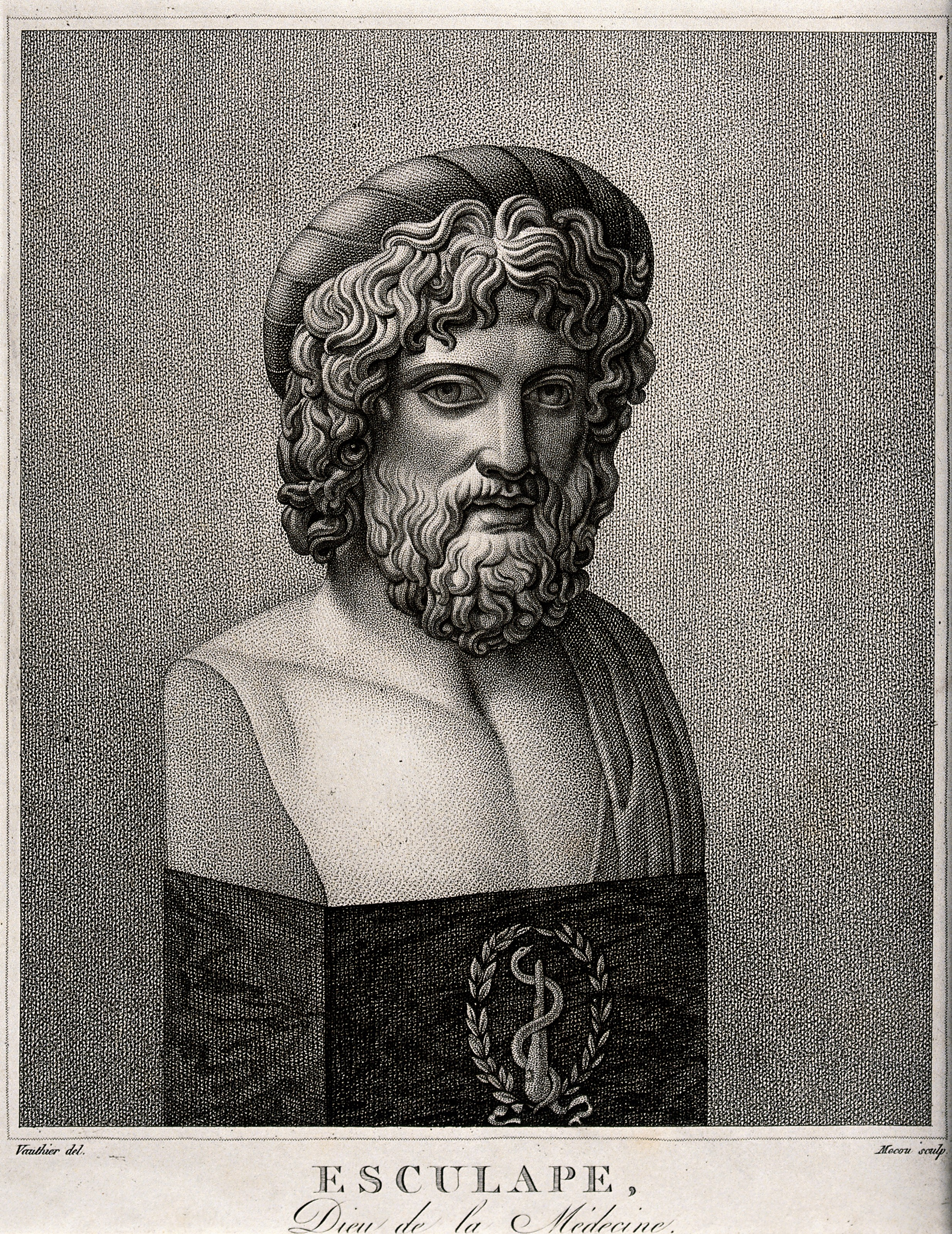
Esculape, dieu de la Médecine, d'après Vauthier.
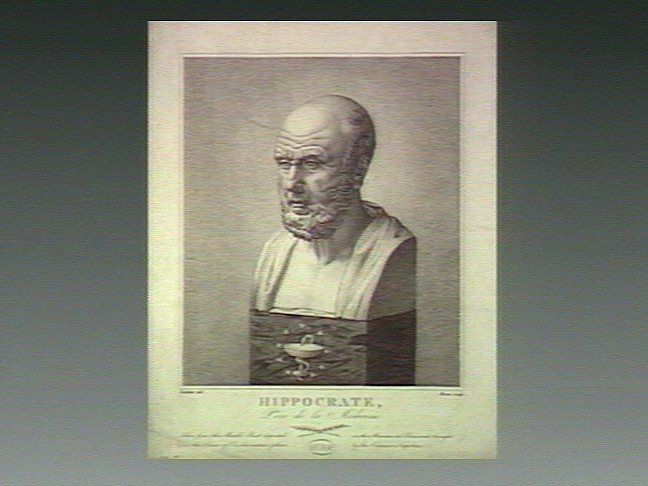
Hippocrate, d'après Vauthier.
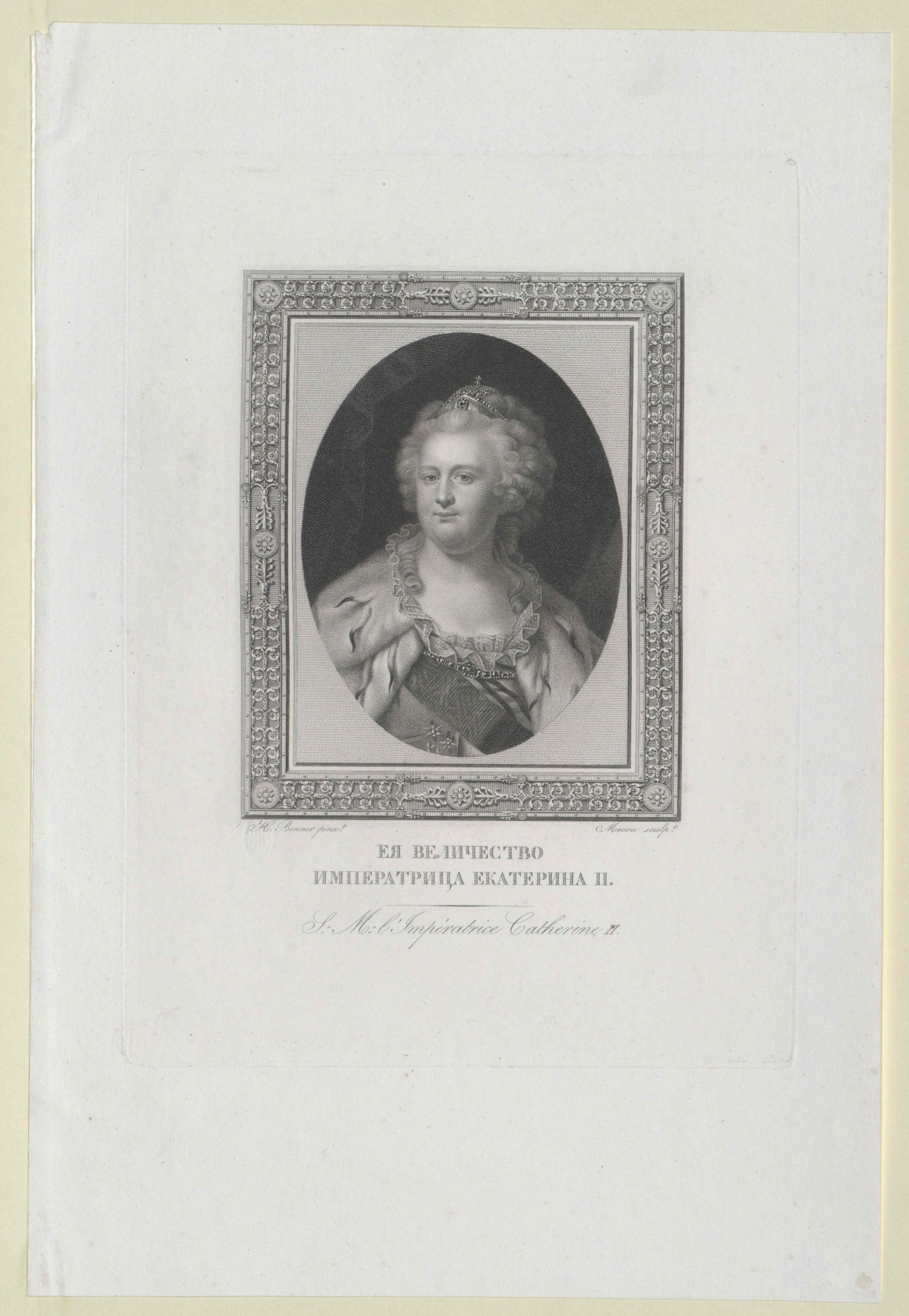
Catherine II de Russie, d'après Jean Henri Benner.
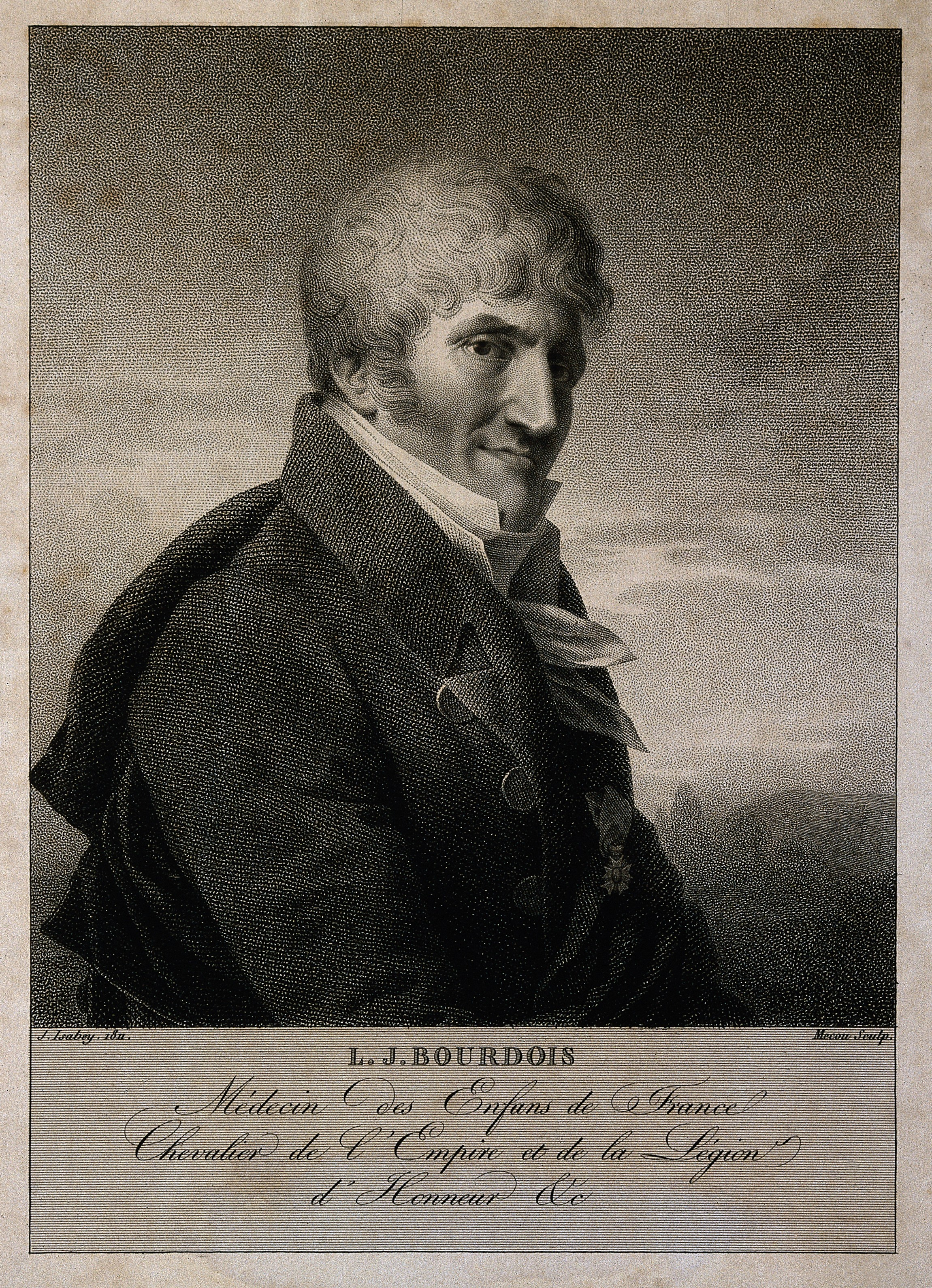
Edme Joachim Bourdois de La Motte, d'après Isabey.
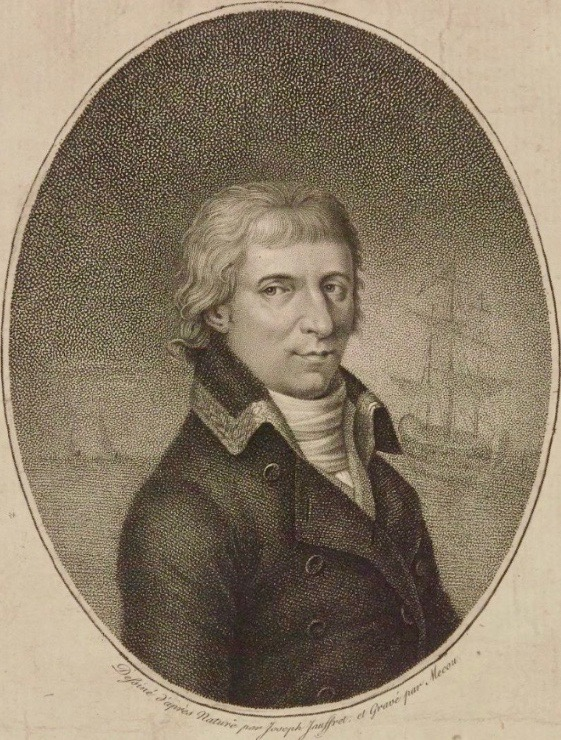
Nicolas Baudin, d'après Jauffret.